# Kanada na Zimních olympijských hrách 1964
Kanada se účastnila Zimní olympiády 1964. Zastupovalo ji 55 sportovců (43 mužů a 12 žen) v 8 sportech.

## Medailisté
| Medaile | Jméno                                           | Sport         | Soutěž            |
| ------- | ----------------------------------------------- | ------------- | ----------------- |
| Zlato   | Vic Emery Peter Kirby Douglas Anakin John Emery | Boby          | Čtyřbob           |
| Bronz   | Petra Burkaová                                  | Krasobruslení | Ženy jednotlivci  |
| Bronz   | Debbi Wilkesová Guy Revell                      | Krasobruslení | Sportovní dvojice |